# توماس جونسون (سياسي أمريكي)
توماس جونسون (بالإنجليزية: Thomas Johnson)‏ هو سياسي أمريكي، ولد في 4 يوليو 1812 في مقاطعة مونتغومري في الولايات المتحدة، وتوفي في 7 أبريل 1906.